# Nomen dubium
Nomen dubium (l. mn. nomina dubia; z łac. nomen, dop. nominis „imię”; dubius „wątpliwy”) – w nazewnictwie zoologicznym określenie nazwy naukowej o nieznanym lub wątpliwym zastosowaniu. W ICBN i ICNB fraza nomen dubium nie ma określonego statusu.
W przypadku nomen dubium ustalenie, czy znalezisko należy do danej grupy, może nie być możliwe. Przyczyną może być np. zniszczenie albo zaginięcie osobnika typowego czy holotypu. W takim przypadku zasady nomenklatury pozwalają na wybranie nowego okazu typowego czy neotypu.
Nazwa może być uznana za nomen dubium, gdy holotyp jest fragmentaryczny albo brakuje w nim cech ważnych dla rozpoznania. Często zdarza się tak w przypadku gatunków znanych jedynie ze skamieniałości. By zachować stałość nazw, ICZN pozwala wtedy wybrać nowy okaz typowy czy neotyp.
Dla przykładu: krokodylopodobny należący do archozaurów gad Parasuchus hislopi Lydekker, 1885 opisany został na podstawie części pyska. Nie wystarcza to do odróżnienia rodzaju Parasuchus i jego bliskich krewnych. Wobec tego jego nazwa gatunkowa to nomen dubium. Teksański paleontolog Sankar Chatterjee zaproponował nowy okaz typowy, kompletny szkielet. ICZN zgodziła się w 2003 zastąpić pierwotny okaz typowy zaproponowanym neotypem.